# Red Faction (jeu vidéo)
Pour les articles homonymes, voir Red Faction (série).
Red Faction est un jeu de tir à la première personne développé par Volition, Inc. et publié par THQ en septembre 2001 sur PlayStation 2, Windows et Mac OS X, avant de connaître un portage allégé sur N-Gage en 2003. Le jeu rencontre un important succès critique et commercial (plus de 2 000 000 d'exemplaires vendu). Il connaîtra une première suite, Red Faction II, en octobre 2002, puis la franchise évoluera en série. Celle-ci compte actuellement quatre titres.
Le jeu se déroule sur Mars vers 2070. Le joueur incarne Parker, un mineur rebelle combattant pour la Red Faction, un groupe armé cherchant à renverser la Corporation Ultor. Fortement inspiré de Half-Life et Total Recall, il est un des rares jeux de l'époque à proposer un environnement totalement destructible grâce à la technologie Geo-Mod (abréviation pour « Geometry modification »).
Sa sortie en France fut retardée à deux reprises : la première fois pour des raisons commerciales, Sony n'ayant pas vendu suffisamment de consoles début 2001 pour que la mise sur le marché ne s'avère rentable, et la deuxième fois à cause d'un retard dans la traduction française.
Peu après la sortie du jeu sur PC, Volition a distribué un kit de développement, permettant à la communauté des moddeurs de créer leurs propres mods et cartes multijoueurs, contribuant ainsi à la pérennité du jeu.

## Scénario

### Résumé
Alors que les ressources minérales de la Terre sont épuisées, Mars en est encore très riche. La société Ultor, qui possède l'ensemble des droits miniers de la planète, s'occupe de son exploitation. Sa devise est de produire toujours plus à moindre coût. Elle attire les mineurs terriens en leur promettant des bons salaires et de l'aventure, mais la réalité est tout autre : les journées de travail sont longues, pénibles et dangereuses, les logements sont insalubres et la nourriture fétide, et les mineurs doivent subir sans cesse la pression des gardes armés d'Ultor. De plus, une mystérieuse épidémie, « La Peste », décime les mineurs sans que la direction ne semble s'en préoccuper.
Le joueur incarne Parker, un mineur sans histoire venu sur Mars pour commencer une nouvelle vie. Celui-ci assiste un jour au meurtre d'un de ses collègues par un garde. Cette agression déclenche une réaction en chaîne qui dégénère rapidement en un conflit sanglant. Parker n'a d'autre choix que de s'enfuir, tandis que d'autres mineurs autour de lui commencent à prendre les armes, sous les appels à la révolution d'Eos, la chef de la résistance martienne. Hendrix, un technicien informatique d'Ultor converti aux idéaux de la Red Faction, guide Parker jusqu'à un dock, pour monter à bord d'une navette volée par les mineurs rebelles. Parker arrive trop tard, et voit la navette s'envoler, avant d'être abattue en vol par une nuée de missiles tirés par Ultor.
Parker parcourt tout le complexe d'Ultor, en faisant face à une importante résistance de la part des gardes. Eos lui demande même d'enlever un administrateur haut placé dans la hiérarchie d'Ultor, Gryphon. Celui-ci lui révèle qu'un scientifique dénommé Capek est à l'origine d'une série d'expériences sur les nanotechnologies, et qu'il avait sciemment injecté des nano-robots à des mineurs afin d'en tester les effets. Hendrix guide Parker vers le laboratoire secret de Capek, où lui et Eos rencontrent Capek. Bien que protégé par un bouclier « nanotechnologique » et équipé d'une arme lourde du même type, Parker et Eos parviennent à le neutraliser. Avant de mourir, celui-ci leur révèle comment enrayer la maladie. Après avoir envoyé un appel de détresse à la Flotte de Défense Terrienne, Parker embarque clandestinement à bord d'une navette, en direction d'une station spatiale lourdement armée d'Ultor, pour désactiver son système de défense et ainsi l'empêcher de détruire la Flotte Terrienne.
Après avoir détruit la station spatiale, Parker revient sur Mars grâce à une navette de secours. Ultor fait alors appel à des mercenaires pour aider ses troupes à vaincre Parker et les derniers rebelles de la Red Faction. Hendrix prévient Parker que les mercenaires ont reçu l'ordre de quitter et détruire le complexe minier d'Ultor, afin d'effacer les preuves des expériences de Capek, ainsi que des agissements et abus d'Ultor. Après avoir traversé la base des mercenaires, Parker entame un combat contre la colonelle Masako, leader des mercenaires, protégée par le même bouclier que celui de Capek. Une fois Masako éliminée, Parker aperçoit Eos ligotée près d'une bombe. Une fois désamorcée, la Flotte de Défense Terrestre arrive juste à temps pour les sauver d'un vaisseau ennemi. Eos explique à Parker qu'un antidote contre « La Peste » a été synthétisé, et qu'il est actuellement administré à tous les mineurs contaminés. Elle ajoute qu'elle va quitter Mars, et que Parker devrait se réjouir de son nouveau statut de héros.

### Personnages et voix
Parker
 Dale Inghram (anglais)
 Damien Boisseau (français)
Forcé par ses parents à suivre un cursus scolaire et universitaire élitiste, Parker n'a jamais eu le sentiment de contrôler sa propre existence. Poussé à bout, il quittera la Terre pour rejoindre les mines de Mars afin de changer de cap. Très vite, Parker se rend compte du caractère dystopique de la vie sur Mars. Résigné mais facilement influençable, il rejoindra Eos lors des premières émeutes et combattra à ses côtés sans se poser de questions.:
Eos
 Sue Messing (anglais)
 Pascale Jacquemont (français)
Bouleversée par le décès de sa mère à cause de la Peste, et révoltée par les conditions de vie difficiles que doivent endurer ses camarades dans les mines, Eos jura de mettre un terme aux agissements de Capek et d'Ultor. Son désir de vengeance l'amènera à constituer la Red Faction (Faction Rouge, en référence à la couleur de Mars), une organisation chargée de lancer des attentats ciblés dans le but de déclencher un conflit armé entre les mineurs et Ultor. Elle et Hendrix accompagnent Parker par transmission radio.
Hendrix
 Loredo Shepard (anglais)
 Martial Le Minoux (français)
Issu d'une famille totalement dévouée à Ultor, Hendrix fut placé dès son enfance dans une école d'Ultor afin de lui offrir un avenir meilleur que celui des mineurs. Passionné par l'informatique et devenu hacker, il postulera à un poste de technicien informatique au sein d'Ultor. Intègre, il se contente d'accéder à des informations sécurisées dans le seul but d'en apprendre un peu plus sur la corporation. Après le décès de ses deux parents, il reconsidère sa position vis-à-vis d'Ultor et se rallie aux rebelles.
Capek
 Brad Armacost (anglais)
 Michel Castelin (français)
Archétype du savant-fou, Capek effreint tous les codes de l'éthique et de la morale pour réaliser ses expériences scientifiques. Désireux de devenir le nouveau héros de la science des nanotechnologies, il effectue des expériences démentes et meurtrières sur les mineurs d'Ultor. Ses expériences le conduisent à injecter des nano-robots dans l'organisme des mineurs (lors des visites médicales) pour en étudier la propagation à grande échelle.
Masako
 Ilyssa Fradin (anglais)
 Nathalie Homs (français)
Issue du milieu de la mafia terrienne et promue au grade de colonelle des forces mercenaires, cette femme sans scrupules ne vit que pour le meurtre. Arrivée sur Mars 15 ans auparavant, dans le but d'opprimer les mineurs, ses objectifs ont rapidement évolué. Ultor ne lui confie plus que la basse besogne (surveillance, répression) et lui interdit désormais de massacrer les mineurs sans motif. Obligée de rester sur Mars jusqu'à la fin de son contrat, elle attend avec impatience le début de la révolution pour voir s'effondrer Ultor et s'enfuir dans la confusion.
Gryphon
 B. J. Jones (anglais)
 Cyrille Artaux (français)
Numéro 2 de l'organisation d'Ultor, il ne répond de ses actes que devant l'Administrateur. Il joue le rôle d'un simple pion dans la hiérarchie, mais son humanité le force à s'inquiéter du sort des malades. Ses recherches dans les archives le conduisent à rencontrer Capek en personne, qui lui explique toutes ses expériences. Désormais en possession d'information vitales sur le fonctionnement d'Ultor, il sait que l'Administrateur ne le laissera pas quitter Mars. Enlevé par Parker, il se livrera sans résistance à Eos et lui donnera toutes les informations utiles à la chute de Capek.

## Système de jeu
Le joueur évolue à travers la station minière Ultor de Mars, parsemée d'affiches de propagande (telle cette devise d'Ultor : Prestige, Fierté, Profit), dans une ambiance de révolution prolétaire. Tout au long du scénario, Hendrix, un opérateur infiltré dans les locaux administratifs, guide le joueur dans diverses missions. La progression n'est pas entrecoupée par des changements de lieu ; tous les niveaux sont connectés entre eux et le jeu se joue en continu. La progression est linéaire dans certains niveaux, et libre dans d'autres. Ainsi, certains niveaux proposent au joueur plusieurs chemins pour arriver à un même point, ou même la possibilité de « zapper » un niveau complet.
Le jeu propose quinze armes, ayant pour la majorité d'entre elles deux modes de tir :
| - Bouclier anti-émeute - Matraque électrique - Lance-flammes | - Fusil de précision - Fusil à pompe - Fusil à lunette - Pistolet 12 mm | - Mitrailleuse lourde - Fusil électromagnétique - Fusil d'assaut - Mitraillette | - Lance-roquettes à fusion - Lance-roquettes - Packs de démolition - Grenades |

Cinq véhicules pilotables sont également présents : l'extracteur (rappelant celui du film Total Recall), le 4x4, le chasseur aérien, le sous-marin et le véhicule blindé.

## Multijoueur
Red Faction inclut un mode multijoueur, mais celui-ci souffre de nombreux problèmes techniques. Au top de ces problèmes, se trouve l'absence presque totale de vérification des données envoyées par le client au serveur ; c'est pourquoi les joueurs pouvaient tricher sans restrictions (par exemple : voler, marcher à travers les murs, tirer avec toutes les armes en même temps, etc.), parfois même de façon involontaire. Le patch 1.2 parut rapidement après la sortie du jeu pour régler quelques-uns de ces problèmes, mais l'on pouvait encore tricher. Aucun autre patch officiel ne fut développé, mais une tierce partie développa une version 1.3 pour régler la majorité des problèmes restants.
Le mode multijoueur permet jusqu'à 32 joueurs de s'affronter en Deathmatch, Team Deathmatch et Capture the Flag.

## Technologie Geo-Mod
Un des points majeurs de Red Faction est son moteur physique Geo-Mod, optimisé DirectX 8, qui permet au joueur de modifier et détruire presque tout l'environnement en temps réel (endommager un mur, un pilier, creuser une galerie dans les sous-sols de Mars, etc.), sans que le jeu ne recourt à des scènes scriptées ou prédéfinies. Certaines zones de jeu sont toutefois rendues volontairement indestructibles, pour empêcher que le joueur ne se « perde » ou quitte le niveau. La gestion physique des chutes des corps est très réaliste, et il est par exemple possible de voir le béton recouvrant un pilier tomber, en glissant le long de la poutrelle métallique interne.
Les jeux antérieurs à Red Faction n'offraient qu'une faible liberté d'interaction, à l'aide de scripts, ou bien d'éléments du décor prédéfinis (qui seraient retirés à l'aide de déclencheurs prévus à cet effet). Red Faction fut le premier à offrir aux joueurs de telles possibilités d'interaction.
Le Geo-Mod permet de creuser des tunnels, de détruire des ponts et même de faire tomber des stalactites. Tandis que d'autres moteurs de jeu auraient modifié la forme de l'objet pour obtenir le même effet, le Geo-Mod créé des objets spéciaux, qui représentent des « espaces vides » (ou « vides de matière »). Par exemple, lorsqu'une explosion perce un trou dans un mur, le Geo-Mod créé un « espace vide », dont les dimensions et la forme sont proches de celles de l'explosion. Cependant, le Geo-Mod impose une limite au nombre d'« espaces vides », pour ne pas être surchargé. Les capacités de ce moteur peuvent être pleinement évaluées avec « La Serre », un niveau entièrement destructible, spécialement conçu pour la présentation du moteur au salon de l'E3 (ce niveau utilise des « espaces vides » plus grands que la normale).
L'avantage offert par le moteur physique est très apprécié dans les parties multijoueur, car il permet d'établir de nouvelles stratégies. Par exemple, les joueurs ont tendance à creuser des tunnels et des crevasses dans l'environnement des cartes, à l'aide du lance-roquettes et des packs de démolition ; les crevasses permettent aux snipers de se cacher, tandis que les tunnels sont surtout utilisés en CTF, pour ouvrir de nouveaux accès vers la base ennemie.
Une des principales critiques faites au Geo-Mod est qu'il est limité par la linéarité de certains niveaux. Ainsi, lorsque le jeu doit bloquer la progression du joueur, par exemple par une porte fermée, il est impossible de détruire le mur qui l'entoure. D'autres aberrations, plus graves, peuvent être rencontrées – c'est ainsi que l'on peut détruire à souhait les parois des cavernes, mais qu'il est impossible de détruire les cloisons des box d'un parc informatique. Il est même possible de détruire le sol sur lequel repose une chaise, sans que celle-ci ne tombe.

## Développement
Red Faction est indirectement issu du projet annulé de Descent 4 sur lequel travaillait Volition. Après la sortie de Descent: FreeSpace – The Great War en mars 1998, Volition fait un point sur les projets en cours et à venir : Descent 3 et Descent: FreeSpace – Silent Threat étaient en cours de développement et FreeSpace 2 était prévu pour l'été 1998. Volition décide de commencer le développement de Summoner et de Descent 4 en juin 1998. Le développement de Descent 4, ambitieux, risquait de prendre trop de temps et de repousser la date de sortie loin après celle de Descent 3. Afin de diminuer l'attente entre la sortie de ces deux titres, le studio décide de commencer Descent 4 le plus tôt possible. Cette décision, dévoilée dans une interview 6 mois plus tard (en décembre 1998), fut jugée prématurée par le public, Descent 3 étant encore loin d'être terminé (il ne sortira que l'année suivante, le 11 juin 1999).
L'équipe de développement fut obligée de créer le moteur de Descent 4 à partir de zéro, le moteur de Descent 3 étant trop instable et le gameplay étant de toutes manières très différent. Un an et demi après le début du projet, celui-ci n'est toujours pas terminé. Entre-temps, le studio produit de nombreux titres : FreeSpace 2, Summoner et Descent 3. Mais les recettes générées sont insuffisantes et peinent à couvrir tous les frais de l'entreprise, qui connaît ses premiers déboires économiques. Elle doit ralentir son activité. Le 30 août 2000, le développement de Descent 4 est temporairement suspendu. Le 31 août 2000, l'éditeur THQ rachète Volition. Le 11 septembre 2000, le développement de Descent 4 est officiellement annulé.
Le projet servira de base de travail pour Red Faction : la technologie Geo-Mod sera reprise ainsi que quelques autres innovation originellement prévues pour Descent 4. Le nom de personnage principal, Parker, ainsi que certains éléments du scénario seront également ré-utilisés (action sur Mars, conflits insurrectionnels dans les mines, scénario fondé sur la nanotechnologie, etc.). Le développement du jeu dura seulement huit mois. La programmation du Geo-Mod, par John Slagel, aura nécessité 6 mois de travail,.

### Équipe de développement
- Producteur : Robert Loftus
- Directeur créatif : Howard Liebeskind
- Directeur artistique : Frank Capezzutto III
- Scénaristes : Michael Breault, Jason Scott, Maureen Tan
- Responsables programmation : John Slagel (Volition), Jeff Farris (THQ)
- Responsable conception niveaux : Matt Boynton
- Responsable Game design : Alan Lawrance
- Directeur artistique des animations : Pete Panaia
- Musique : Dan Wentz
- Doublage : Voices Unlimited (voix américaines), Independant (voix françaises)

## Musique
La musique du jeu a été composée par Dan Wentz, un musicien auquel Volition et Interplay faisaient régulièrement appel à cette époque pour composer les bandes originales de leurs titres phares (il a notamment composé pour Descent, Summoner et la série FreeSpace). Il fut chargé de composer une bande originale de style électronique, et de décliner chacune des pistes en plusieurs variantes, afin de limiter l'impression de répétitivité. Certaines pistes ont été mixées avec des morceaux tirés de Percussive Adventures Sound Library produit par Christopher Page, de Advanced Orchestra Library produit par Peter Siedlaczek et de Symphony of Voice produit par Spectrasonics.
Bande originale de Red Faction :
- Poltergeist
- Spirits
- Spectre
- Accused
- Synergy
- Two Ton Heavy Thing
- Tensionitis
- Red Dawn
- Relayer

(liste non exhaustive)
La version N-Gage sortie deux ans après possède sa propre bande musicale, composée par Jerry Oliviera et Alex Katunich (alias Dirk Lance).

## Accueil

### Critique
|                  | PS2     | Microsoft Windows | Mac OS X | N-Gage  | Mobile  |
| GameRankings     | 87,46 % | 77,80 %           | -        | 56,55 % | 64,00 % |
| Metacritic       | 88 %    | 78 %              | -        | 55 %    | -       |
| ANAllGame        | 4/5     | 3,5/5             | 3/5      | 2,5/5   | -       |
| EURGamekult      | 8/10    | 7/10              | -        | -       | -       |
| ANGameSpot       | 8,8/10  | 7,9/10            | -        | 3,4/10  | -       |
| ANIGN            | 9,1/10  | 8,8/10            | -        | 7,1/10  | 6,4/10  |
| EURJeuxvideo.com | 16/20   | 16/20             | -        | 11/20   | -       |
| EURMacGamer      | -       | -                 | 45 %     | -       | -       |

Les critiques de Red faction furent globalement positives. Le Geo-Mod fut acclamé de toutes parts et est considéré comme une nouvelle étape dans l'histoire du jeu vidéo. Néanmoins, l'ensemble des critiques reproche aux développeurs de ne pas avoir suffisamment exploité le Geo-Mod, son utilité diminuant au fur et à mesure que le héros se rapproche de la fin du jeu. Certains espèrent que cette technologie sera mieux utilisée dans le futur, soit dans les mods de Red Faction, soit dans les titres concurrents.
L'ambiance et l'histoire sont souvent comparées à l'univers de Total Recall et de Half-Life,,. Les critiques sont moyennement convaincues par le scénario, immersif pour certains, mais mal rendu et peu crédible pour d'autres. Ils s'accordent toutefois sur l'étonnante qualité des graphismes et de l'utilisation intelligente des couleurs. La bande sonore et les voix sont également très bien reçues et contribuent à s'immerger dans l'action,.
L'intelligence artificielle des ennemis est très bien notée dans toute la presse, notamment pour sa difficulté croissante et la capacité des ennemis à se mettre à couvert. La variété et l'originalité des armes sont un point majeur,, et les phases de pilotage de véhicules permettent de rompre avec la monotonie de l'aventure. Le mode multijoueur est moins bien reçu, à cause du manque d'originalité des modes de jeu proposés et de la pauvreté des cartes, surtout pour la version PlayStation.
Les critiques dénotent toutefois le manque d'optimisation de la version PlayStation par rapport à la version PC : les temps de chargement sont longs et les tirs imprécis, malgré l'aide à la visée intégrée. La version N-Gage, qui ne pouvait bénéficier du Geo-Mod pour des raisons de limitations techniques (on ne peut détruire que des murs pré-programmés), est considérée comme un simple doom-like.

### Sortie et ventes
Initialement prévu pour mars 2001, sa sortie sur PlayStation 2 fut retardée de deux mois pour des raisons commerciales, Sony n'ayant pas vendu suffisamment de consoles à cette date pour que la commercialisation ne s'avère rentable. Il sort le 21 mai 2001 aux USA et le 22 juin 2001 en Europe. Pour des raisons de localisation, sa sortie en France sera à nouveau repoussée jusqu'au 28 septembre 2001. La version PC sortira le 17 septembre aux États-Unis et le 28 septembre en Europe. La version Macintosh sortira le 28 novembre 2001 aux États-Unis et le 15 février 2002 en Europe, distribué par GraphSim Entertainment.
Il rencontre un fort succès commercial aux États-Unis au moment de sa sortie, avec 60 000 exemplaires vendus en quatre jours, puis 15 000 exemplaires supplémentaires à la date du 5 juin 2001. Les ventes sont fructueuses et la version PlayStation est ré-éditée avec le label Platinum en mars 2002 (Europe) et avec le label Greatest Hits le 1er avril 2002 (États-Unis).
Dans le premier quart de l'année 2002, plus de 1 million d'exemplaires ont été écoulés. En 2005, THQ déclare avoir vendu plus de 2 millions d'exemplaires.
Depuis août 2009, la version PC est disponible sur la plate-forme de téléchargement Steam.

## Postérité
Le succès commercial de Red Faction a permis à Volition de développer la licence avec les trois épisodes suivants : Red Faction II en 2002, qui se passe sur Terre 5 ans après les événements du premier titre, Red Faction: Guerilla en 2009, qui se passe sur Mars 50 ans après les évènements du premier titre, et Red Faction: Armageddon, en 2011. Ils restent tous trois fidèles aux thèmes futuristes et révolutionnaires de Red Faction, et exploitent toujours autant la technologie Geo-Mod. Guerrilla met la barre encore plus haut en offrant un environnement de jeu totalement fondé sur la destruction, grâce au Geo-Mod version 2.0.
Le jeu connaîtra une adaptation sur N-Gage le 16 décembre 2003 par le studio de développement Monkeystone Games, puis un portage sur téléphone mobile en vue de dessus en 2D, le 20 octobre 2005 par le studio Blue Beck.
À l'opposé des jeux de l'époque, qui proposaient des environnements et objets destructibles uniquement par le biais de scripts pré-programmés, Red Faction fut le premier FPS à proposer un décor librement destructible. En raison des limites de cette technologie, et de la difficulté de l'intégrer dans le gameplay, il faudra attendre la fin des années 2000 pour voir d'autres jeux proposer cette technologie – citons par exemple le moteur CryENGINE2 (Crysis, 2007) et le Frostbite Engine (Battlefield: Bad Company, 2008), qui sont parmi les rares à offrir un environnement librement destructible (sans scripts). Même s'ils n'exploitaient pas la totalité du potentiel offert par leur moteur physique, Red Faction et Red Faction II sont considérés comme étant les pionniers de la technologie de destruction libre.